# Cumulonimbus capillatus
Cumulonimbus capillatus is een wolkensoort en is onderdeel van een internationaal systeem om wolken te classificeren naar eigenschap volgens de internationale wolkenclassificatie. Cumulonimbus capillatus komt van het geslacht cumulonimbus, met als betekenis gestapelde regenbrenger en de term capillatus betekent langharig, behaard of draadvormig. Ze behoren tot de familie van verticaal ontwikkelde wolken.

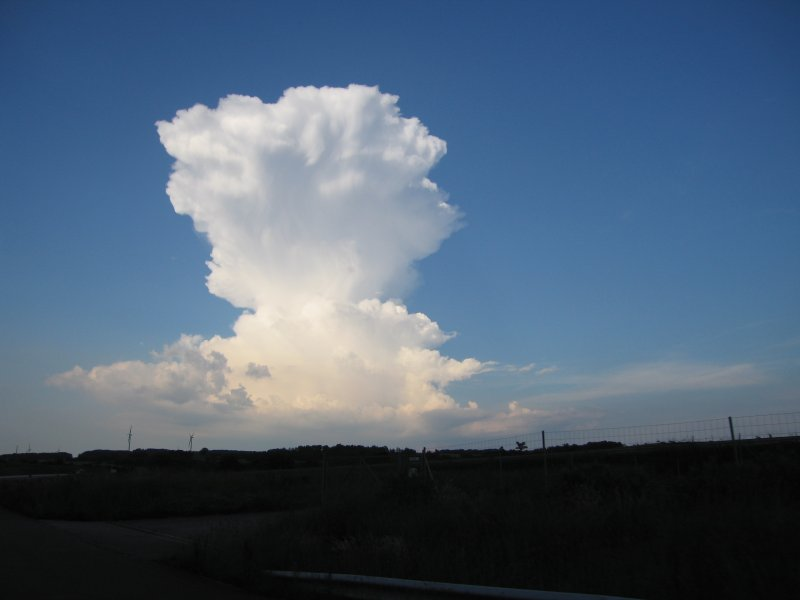
Cumulonimbus capillatus